# Pan Yuliang
Pang Yuliang (張玉良), nascuda amb el nom de Zhang Yuliang (encara que un llibre sobre la seva vida diu que va néixer amb el nom Chen Xiuqing (陈秀清)), és una pintora xinesa que va néixer el 1895 a Yangzhou, província de Jiangsu i morta el 1977 a París.
Va viure la seva infància a la província d'Anhui quan va quedar orfe de pare i mare, el seu oncle la va vendre a un bordell quan tenia tretze anys. El 1913 aconsegueix bandonar-lo perquè un funcionari benestant, Pān Zànhuà (潘赞化), la converteix en la seva segona esposa per la qual cosa canvia el seu nom pel de Pān Yùliáng.
El 1917 assisteix a un curs de pintura a Xangai. I a l'any següent aconsegueix ingressar a l'Escola de Belles Arts d'aquesta ciutat on assisteix als cursos de Wáng Jìyuǎn (王济远). El 1921 viatja a França, formant part d'un primer contingent xinès que estudiarà en aquest país. Estudiarà Belles Arts a Lyon i després a París. El 1926 va guanyar el Premi d'Or de la " Esposizione internazionale d'arte de Roma".
Torna a la Xina el 1928, on organitza una exposició d'olis. Professora a la universitat de Nanquing i, més endavant, de l'Acadèmia de Belles Arts de Xanghai. Torna a França on viurà catorze anys, el 1939 participà en l'exposició del "Saló dels Separatistes" que rep aquest nom perquè acull obres de pintors independents o rebutjats. Les seves restes es troben al cementiri de Montparnasse a París.
Se la considera la primera artista xinesa que va pintar a la manera occidental (però cal tenir en compte que l'interès per la pintura europea es va iniciar després de la visita a la Xina de Matteo Ricci, als segles XVII i XVIII).
Obres seves es poden veure al Museu Cernuschi, a la Galería Nacional d'Art de Pequín i al MuseU Provincial d'Anhui.
Basada en la seva vida, el 1994, s'ha realitzat una pel·lícula protagonitzada per Gong Li ("A Soul Haunted by Painting"), Una ànima obsessionada per la pintura.